# Bruna Ferraz
Daniela Pacheco, conocida por el seudónimo Bruna Ferraz (Porto Alegre, Brasil, 5 de septiembre de 1981) es una actriz brasileña, trabajó en películas para adultos durante 9 años. En 2021, fue la 5.ª actriz más buscada en el sitio web de la productora Brasileirinhas.

## Biografía y carrera
Nacida en Porto Alegre, Brasil. Se mudó a São Paulo en 2005, con el objetivo de construir una carrera como estríper. Se dio a conocer en internet gracias a sus performances sensuales frente a su cámara web. En 2007 entró en la industria de la pornografía, firmando un contrato de exclusividad con la productora de cine pornográfico Brasileirinhas. Ese mismo año protagonizó su primera película, llamada A Garota da Web Sex.
Además de realizar videos para adultos, Ferraz también participó en 2007 de algunas ediciones del programa Sem Controle (SBT) y en Eu Vi na TV de la RedeTV! dirigido por João Kléber. También coorganizó, junto a las actrices Leila Lopes y Pâmela Butt, el talk show Calcinha Justa en la TV de pago Sexprivé Brasileirinhas.
En 2012 desfiló con la escuela de samba «Unidos de Vila Maria» en el Carnaval de Sao Paulo.
En 2018 fundó la productora Prime 4 You, donde se dedicó a tiempo completo como directora de escena, guionista y productora ejecutiva, de contenidos para adultos para canales por suscripción y también como directora de comerciales publicitarios y otros contenidos para TV y Cine.
En 2020 fue seleccionada para participar de la 12ª edición del programa A Fazenda.